# اچ‌ام‌اس مونارچ (۱۸۳۲)
اچ‌ام‌اس مونارچ (۱۸۳۲) (به انگلیسی: HMS Monarch (1832)) یک کشتی بود که طول آن ۱۹۳ فوت ۱۰ اینچ (۵۹٫۰۸ متر) بود. این کشتی در سال ۱۸۳۲ ساخته شد.